# Mecocerculus
Mecocerculus is een geslacht van zangvogels uit de familie tirannen (Tyrannidae).

## Soorten
Het geslacht kent de volgende soorten:
- Mecocerculus calopterus – Roodvleugeltachuri
- Mecocerculus hellmayri – Bruinstaarttachuri
- Mecocerculus leucophrys – Witkeeltachuri
- Mecocerculus minor – Geelbuiktachuri
- Mecocerculus poecilocercus – Witstaarttachuri
- Mecocerculus stictopterus – Witbandtachuri